# Ceri Richards
Ceri Richards (Llanelli, 1965. június 28. –) walesi nemzetközi labdarúgó-játékvezető, sportvezető.

## Pályafutása

### Nemzeti játékvezetés
A játékvezetésből 1980-ban vizsgázott. 1990-ben lett országos játékvezető, 1991-ben a Football Leagues asszisztense, 1994-től  a Football Leagues játékvezetője. Az aktív nemzeti játékvezetéstől 2010-ben vonult vissza.

#### Nemzeti kupamérkőzések
Vezetett Kupa-döntők száma: 5.

##### Walesi Kupa
| Időpont | Helyszín                    | Mérkőzés típusa | Mérkőzés                            | Eredmény |
| ------- | --------------------------- | --------------- | ----------------------------------- | -------- |
| 1998.   | Millennium Stadion, Cardiff | döntő           | Bangor City FC–Gap Connah's Quay FC | 1 : 1    |

##### Premier Kupa
| Időpont | Helyszín                    | Mérkőzés típusa | Mérkőzés                         | Eredmény |
| ------- | --------------------------- | --------------- | -------------------------------- | -------- |
| 1999.   | Millennium Stadion, Cardiff | döntő           | Barry Town FC–Wrexham AFC        | 2 : 1    |
| 2002.   | Millennium Stadion, Cardiff | döntő           | Cardiff City FC–Swansea City AFC | 1 : 0    |
| 2004.   | Millennium Stadion, Cardiff | döntő           | Wrexham AFC–Rhyl FC              | 4 : 1    |
| 2006.   | Millennium Stadion, Cardiff | döntő           | Swansea City AFC–Wrexham AFC     | 2 : 1    |

### Nemzetközi játékvezetés
A Walesi labdarúgó-szövetség Játékvezető Bizottsága (JB) terjesztette fel nemzetközi játékvezetőnek, a Nemzetközi Labdarúgó-szövetség (FIFA) 1994-től tartotta nyilván bírói keretében. Több nemzetek közötti válogatott és klubmérkőzést vezetett. FIFA JB besorolás szerint 3. kategóriás bíró. A walesi nemzetközi játékvezetők rangsorában, a világbajnokság-Európa-bajnokság sorrendjében többedmagával a 4. helyet foglalja el 5 találkozó szolgálatával. Az aktív nemzetközi játékvezetéstől 2010-ben a FIFA 45 éves korhatárát elérve búcsúzott. Válogatott mérkőzéseinek száma: 10.

#### Világbajnokság
A világbajnoki döntőhöz vezető úton Dél-Koreába és Japánba a XVII., a 2002-es labdarúgó-világbajnokságra és Németországba a XVIII., a 2006-os labdarúgó-világbajnokságra a FIFA JB bíróként alkalmazta.

##### 2002-es labdarúgó-világbajnokság

###### Selejtező mérkőzés
| Időpont         | Helyszín                   | Mérkőzés típusa           | Mérkőzés             | Eredmény | Nézők száma |
| --------------- | -------------------------- | ------------------------- | -------------------- | -------- | ----------- |
| 2001. június 2. | Lilleküla Stadion, Tallinn | előselejtező (2. csoport) | Észtország–Hollandia | 2 : 4    | 9 323       |

##### 2006-os labdarúgó-világbajnokság

###### Selejtező mérkőzés
| Időpont           | Helyszín                       | Mérkőzés típusa           | Mérkőzés       | Eredmény | Nézők száma |
| ----------------- | ------------------------------ | ------------------------- | -------------- | -------- | ----------- |
| 2004. október 13. | Vaszil Levszki Stadion, Szófia | előselejtező (8. csoport) | Bulgária–Málta | 4 : 1    | 17 700      |

#### Európa-bajnokság
Az európai-labdarúgó torna döntőjéhez vezető úton Portugáliába a XII., a 2004-es labdarúgó-Európa-bajnokságra valamint Ausztriába és Svájcba a XIII., a 2008-as labdarúgó-Európa-bajnokságra az UEFA JB játékvezetőként foglalkoztatta.

##### 2004-es labdarúgó-Európa-bajnokság

###### Selejtező mérkőzés
| Időpont           | Helyszín                       | Mérkőzés típusa           | Mérkőzés         | Eredmény | Nézők száma |
| ----------------- | ------------------------------ | ------------------------- | ---------------- | -------- | ----------- |
| 2002. október 16. | Vaszil Levszki Stadion, Szófia | előselejtező (8. csoport) | Bulgária–Andorra | 2 : 1    | 42 000      |

##### 2008-as labdarúgó-Európa-bajnokság

###### Selejtező mérkőzés
| Időpont           | Helyszín                                | Mérkőzés típusa           | Mérkőzés                  | Eredmény | Nézők száma |
| ----------------- | --------------------------------------- | ------------------------- | ------------------------- | -------- | ----------- |
| 2006. október 11. | Rheinpark Stadion, Vaduz                | előselejtező (F. csoport) | Dánia–Liechtenstein       | 4 : 0    | 2 700       |
| 2007. június 6.   | Asim Ferhatovic Hase Stadion, Szarajevó | előselejtező (C. csoport) | Bosznia-Hercegovina–Málta | 1 : 0    | 15 000      |

#### Nemzetközi kupamérkőzések

##### UEFA-bajnokok ligája
| Időpont       | Helyszín                           | Mérkőzés típusa           | Mérkőzés                          | Eredmény |
| ------------- | ---------------------------------- | ------------------------- | --------------------------------- | -------- |
| 2003. 10. 15. | Oláh Gábor utcai stadion, Debrecen | előselejtező (1. forduló) | Debreceni VSC–NK Varteks (horvát) | 3 : 2    |

## Sportvezetőként
A nemzeti JB keretében instruktor (ellenőr, oktató).

## Magyar vonatkozás
| Időpont           | Helyszín                      | Mérkőzés típusa          | Mérkőzés                    | Eredmény | Nézők száma |
| ----------------- | ----------------------------- | ------------------------ | --------------------------- | -------- | ----------- |
| 2000. április 26. | Windsor Park Stadion, Belfast | 741. válogatott mérkőzés | Észak-Írország–Magyarország | 0 : 1    | 9 140       |